# نورث تاوتون
longitudeنورث تاوتونlatitudeنورث تاوتون
نورث تاوتون (به انگلیسی: North Tawton) یک شهرک در بریتانیا است که در انگلستان واقع شده‌است.

## خصوصیات
نورث تاوتون ۱٬۷۵۲ نفر جمعیت دارد.